# Umberto Puppini
Umberto Puppini (Bolonha, 16 de agosto de 1884 – Bolonha, 21 de maio de 1946) foi ministro do governo italiano na década de 1930 e professor de engenharia hidráulica.
Puppini recebeu o Prix Boileau de 1915. Foi palestrante convidado do Congresso Internacional de Matemáticos em Toronto (1924) e palestrante plenário do Congresso Internacional de Matemáticos em Bolonha (1928).

## Publicações selecionadas
- I fondamenti scientifici dell'idraulica, 1912
- Idraulica, 1947 (publicado postumamente)